# Pternopetalum mairei
Pternopetalum mairei är en flockblommig växtart som först beskrevs av Friedrich Ludwig Diels och H.Wolff, och fick sitt nu gällande namn av Hand.-mazz. Pternopetalum mairei ingår i släktet Pternopetalum och familjen flockblommiga växter. Inga underarter finns listade i Catalogue of Life.